# Кашел (Тіпперері)
Кашел (англ. Cashel; /ˈkæʃəl/ ірл. Caiseal, що означає "кам'яна фортеця") — місто в Ірландії в графстві Південний Тіпперері. За переписом 2016 року його населення становило 4 422 особи. Місто дало назву церковній провінції Кашел. Крім того, до англійської Реформації в місті знаходився кафедральний собор римо-католицької архієпархії Кашел і Емлі. Він є частиною парафії Кашел і Роузгрін тієї ж архієпархії.
У місті розташований один з шести кафедральних соборів англіканського єпископа Кашеля і Осорі, який зараз проживає в Кілкенні. Він знаходиться у цивільній парафії Сент-Патріксрок, що в історичному баронстві Міддл Третій (Middlethird)).

## Місцезнаходження та доступ
Місто розташоване у Золотій Долині - зоні пасовищних угідь у провінції Манстер.

### Дороги
Місто розташоване біля автомагістралі M8 Дублін - Корк. До будівництва об'їзної автостради (у 2004 році) місто вважалося вузьким місцем на маршруті N8 Дублін - Корк.